# Brezov djed
Brezov djed (Leccinum scabrum) jestiva je gljiva iz roda Leccinum. Raste samo uz breze.

## Opis
- Klobuk je širok od 5 do 15 cm, u početku je polukuglast, zatim se lagano širi te postaje nisko konveksan. Kožica je klobuka baršunasta i suha, a za vlažna vremena mazava. Može biti siv, sivosmeđ ili žutosmeđ, pod starost bljeđi.
- Cjevčice su duge, u početku bijele, ubrzo sivkaste. Rupice su sitne, okrugle, boje kao i cjevčice, pod pritiskom nakon nekoliko minuta posmeđe.
- Stručak je visok 8 - 15 cm, a debeo 1 - 2 cm, cilindričan, pun, čvrst i bjelkast. Pri dnu je nešto zadebljan. Cijelom je dužinom prekriven tamnosmeđim ili crnkastim čehicama. Pod starost prilično vitak.
- Meso je bjelkasto-sivkasto, u klobuku postane prilično mekano, u stručku tvrdo. Ugodna je mirisa i okusa.
- Spore su duguljaste, glatke, žućkaste, veličine 13 - 20 x 5 - 6 μm. Otrusina je duhanski smeđa.

## Stanište
Brezov djed raste ljeti i ujesen u listopadnim šumama, u mikorizi s brezama. Prilično je česta vrsta.

## Upotrebljivost
Brezov je djed vrlo dobra gljiva koja se može pripremati na razne načine. Stručak je, osobito pod starost, pretvrd pa ga valja odbaciti.

## Sličnosti
Grabov djed (Leccinum griseum) raste u grabovoj šumi i meso na prerezu pocrni. Topolov djed (Leccinum duriusculum) raste ispod topola i meso na prerezu najprije pocrveni, zatim plavi i na kraju pocrni. Uz breze rastu i ove vrste: šaroliki djed (Leccinum variicolor) ima crnkastosmeđ klobuk, koji je mjestimice krem pjegav, meso na prerezu najprije postane ružičasto, a osnova se stručka obično oboji tamnoplavo ili plavozeleno; crni djed (Leccinum melaneum) ima gotovo crn klobuk, a osnovna je boja stručka sivkasta ili crnkasta, ne bjelkasta, a stručak je prekriven vrlo gustim crnim čehicama; Leccinum roseofractum sinonim je za brezova djeda, koji ima kestenjastosmeđ i maglasto pjegav klobuk i meso koje na prerezu postaje crvenkastoružičasto.

## Narodni nazivi
Pravi djed, obični hrapavac, dedek.